# Tý Quậy
Tý Quậy là một bộ truyện tranh Việt Nam của họa sĩ Đào Hải (1958–2014) do nhà xuất bản Kim Đồng ấn hành từ năm 2003. Đây được xem là một trong những bộ truyện tranh nội địa nổi tiếng nhất Việt Nam.

## Nội dung
Bộ truyện xoay quanh cuộc sống hằng ngày của hai nhân vật Tý và Tèo, từ chuyện học hành đến những trò quậy phá. Tý là một cậu bé thông minh nhưng tinh nghịch, có một người bạn thân tên Tèo sống ở tầng dưới. Cả hai thường xuyên bày trò tinh quái để nghịch ngợm, trốn học, tránh việc bị thầy giáo và cha mẹ la mắng. Tuy vậy cậu bé này cũng có công lao trong việc bắt kẻ trộm siêu tài ba, phát hiện bọn nghiện, phát hiện đinh tặc, cứu người bị đuối nước, bắt kẻ trốn khỏi khu cách li và bắt kẻ giật đồ.

## Nhân vật

### Nhân vật chính
- Tý Quậy: Là một cậu bé thông minh nhưng vì lười học mà thường xuyên bị điểm kém, ham chơi, nghịch ngợm và hay giỏi lý luận. Phần 2 của tập 9 (Học tiếng Anh) đã tiết lộ tên đầy đủ nhân vật này là Nguyễn Văn Tý.
- Tèo: Là bạn thân của Tý, là một cậu bé ham chơi, hiền lành, hay giúp đỡ bạn bè và kém nhiều môn học, nhưng bù lại cậu rất yêu quý thầy giáo và cha mẹ. Sống ở tầng dưới, cùng nhà với Tý. Phần 4 của tập 12 (Ảo thuật) đã tiết lộ tên đầy đủ nhân vật này là Nguyễn Văn Tèo.
- Tún: Em gái Tý, là một cô bé hay hớt lẻo, học giỏi đôi lúc học dốt do người anh, hay khóc nhè. Tún rất yêu quý gia đình. Đôi lúc hùa theo những trò của anh trai. Thường xuyên đắc chí khi thấy anh bị "nạn".

### Nhân vật phụ
- Thầy giáo: Là thầy giáo của Tý và Tèo.
- Bố của Tý: Là người cha rất quan tâm, yêu thương gia đình nhưng đôi khi hay mắng mỏ và đánh đòn Tý. Trong tập 9, Nguyễn Quang Toàn đã đặt tên nhân vật này cùng tên với Đào Hải để tưởng nhớ ông.
- Mẹ của Tý: Là người mẹ thương con, chiều con, hay cáu gắt và là người lo toan việc nhà. Trong phần 2 của tập 1 (Tập làm văn), mẹ Tý tên Hương Thanh.
- Mẹ của Tèo: Thân với mẹ Tý, là một mẹ thương con, lo tất cả mọi việc trong nhà khi bố của Tèo phải đi làm xa, mỗi tuần mới về một lần.
- Thầy hiệu trưởng: Nhân vật này xuất hiện ở tập 5 (Phong bì tiền) và tập 7 (Cái bàn cũ)
- Bố của Tèo: Tuy chỉ mới xuất hiện ở 3 tập truyện "Bão đổ bộ (Tập 9)", "Vỡ mộng Robot (Tập 11)" "Flex đến hơi thở cuối cùng và Mua hàng online" (Tập 14), tính cách của nhân vật này khá giống bố Tý khi hay la mắng nhưng cũng rất thương con và quan tâm đến gia đình.
- Bà nội Tý: Là người thương con cháu. Vào ngày rằm, bà thường ra miễu để thắp hương cho ông nội đã hi sinh trên chiến trường, chỉ xuất hiện trong phần 3 của tập 6: Về quê.
- Bà ngoại Tý: Giống như bà nội, bà là một người hiền lành, biết quan tâm đến con cái và các cháu. Bà còn lì xì cho hai anh em Tý khi Tết đến, xuất hiện trong phần 3 của tập 8: Tết.
- Hai chú chim sẻ: Đây là 2 "nhân vật" đặc biệt trong bộ truyện, làm tổ trên cây trước sân nhà. Hai chú chim này luôn thể hiện cảm xúc ngập tràn trong những lúc vui, buồn của gia đình Tý như một lời ngụ ý đặc biệt của tác giả.

và nhiều nhân vật khác.

## Tác giả
Tác giả Đào Hải (sáng tác tập 1 đến tập 8 và viết lời tập 9) có tên thật là Đào Hồng Hải, sinh năm 1958 tại Hà Nội, là họa sĩ thiết kế mỹ thuật phim và có thời gian dài công tác tại Hãng phim truyện Việt Nam. Đào Hải tốt nghiệp Đại học Mỹ thuật Công nghiệp, Đại học Sân khấu - Điện ảnh Hà Nội, đã có nhiều tác phẩm cho thiếu nhi .
Đào Hải bắt đầu có mẩu chuyện đen trắng nhỏ, in mỏng, đặt tên là Tý và Tèo. Năm 1997, những cuốn sách rời về Tý và Tèo của hoạ sĩ được tập hợp lại thành cuốn 64 trang (Tý và Tèo học võ). Năm 2007, bộ truyện được định hình như hiện tại, gồm có 4 quyển truyện màu. Trong các năm tiếp theo, các tập 5, 6, 7 được ra mắt vào thời điểm tương ứng. Theo lời góp ý của phụ huynh và độc giả, ông đã bỏ bớt các từ suông sã, hậu cảnh sơ sài. Năm 2012, sức khỏe Đào Hải đã yếu đi nhiều, nhưng ông đã cố gắng để hoàn thành tập 8.
Đào Hải qua đời vào ngày 9 tháng 4 năm 2014 khi tập 9 của ông vẫn còn dang dở. Họa sĩ Nguyễn Quang Toàn là người tiếp nối phần tranh vẽ của bộ truyện. Ngoài ra, Hoài Thu đã viết kịch bản tập 10,11,13; Dương Thúy Quỳnh viết kịch bản tập 12,14 của bộ truyện.
Tý quậy chính là hình ảnh của tác giả Đào Hải trong kí ức tuổi thơ, cùng với những trò đùa tinh nghịch, ham chơi và luôn bị bố mẹ mắng. Ông chia sẻ: "Tý Quậy là một phần tuổi thơ của tôi, của bạn bè tôi. Không có ý mong Tý trở thành nhân vật điển hình, tôi chỉ ước sao Tý Quậy là một người bạn gần gũi, quen thuộc và sống với đúng nghĩa tuổi thơ".

## Tập truyện
Cho đến nay đã có 14 tập Tý Quậy được phát hành. Dưới đây là tất cả các tập truyện của Tý Quậy đã được xuất bản cùng những tập dự kiến trong tương lai.
| Cuốn | Tập truyện | Câu chuyện                      | Ghi chú                                       | Năm phát hành |
| ---- | ---------- | ------------------------------- | --------------------------------------------- | ------------- |
| 1    | 1          | Bài tập ở nhà                   | được chuyển thể thành phim Tít và Mít tập 1   | 2003          |
| 1    | 2          | Tập làm văn                     |                                               | 2003          |
| 1    | 3          | Học võ                          | được chuyển thể thành phim Tít và Mít tập 2   | 2003          |
| 1    | 4          | Bắt kẻ trộm                     | được chuyển thể thành phim Tít và Mít tập 3   | 2003          |
| 1    | 5          | Đi cắm trại                     | được chuyển thể thành phim Tít và Mít tập 4   | 2004          |
| 2    | 6          | Trò chơi                        | được chuyển thể thành phim Tít và Mít tập 5   | 2004          |
| 2    | 7          | Báu vật                         | được chuyển thể thành phim Tít và Mít tập 6   | 2004          |
| 2    | 8          | Mưu Khổng Minh                  | được chuyển thể thành phim Tít và Mít tập 8   | 2004          |
| 2    | 9          | Thần đồng toán học              |                                               | 2004          |
| 2    | 10         | Mẹ đi vắng                      | được chuyển thể thành phim Tít và Mít tập 9   | 2004          |
| 3    | 11         | Nhà ảo thuật                    | được chuyển thể thành phim Tít và Mít tập 10. | 2004          |
| 3    | 12         | Ốm                              |                                               | 2005          |
| 3    | 13         | Hai anh em                      |                                               | 2005          |
| 3    | 14         | Làm bích báo                    |                                               | 2005          |
| 3    | 15         | Ôn tập                          |                                               | 2005          |
| 4    | 16         | Đau răng                        | được chuyển thể thành phim Tít và Mít tập 7   | 2005          |
| 4    | 17         | Dậy sớm                         |                                               | 2005          |
| 4    | 18         | Ăn lẻ                           |                                               | 2005          |
| 4    | 19         | Quyển vở cũ                     |                                               | 2005          |
| 4    | 20         | Trung thu                       |                                               | 2005          |
| 5    | 21         | Máy điện thoại                  |                                               | 2006          |
| 5    | 22         | Con mèo                         |                                               | 2006          |
| 5    | 23         | Phao thi                        |                                               | 2006          |
| 5    | 24         | Phong bì tiền                   |                                               | 2006          |
| 6    | 25         | Game thủ                        |                                               | 2007          |
| 6    | 26         | Vườn thú                        |                                               | 2007          |
| 6    | 27         | Về quê                          |                                               | 2009          |
| 7    | 28         | Cái bàn cũ                      |                                               | 2011          |
| 7    | 29         | Thi học kì                      | Tên cũ: Phao thi 2                            | 2011          |
| 7    | 30         | Nghỉ mát                        |                                               | 2011          |
| 8    | 31         | Rửa bát                         |                                               | 2012          |
| 8    | 32         | Tập xe đạp                      |                                               | 2012          |
| 8    | 33         | Tết                             |                                               | 2012          |
| 9    | 34         | Giấc mơ                         |                                               | 2016          |
| 9    | 35         | Học Tiếng Anh                   |                                               | 2016          |
| 9    | 36         | Bão đổ bộ                       | Tập cuối cùng của họa sĩ Đào Hải              | 2016          |
| 10   | 37         | Tại cái iPad                    |                                               | 2018          |
| 10   | 38         | Cái án treo                     |                                               | 2018          |
| 10   | 39         | Gậy ông đập lưng ông            |                                               | 2018          |
| 11   | 40         | Những bài văn bá đạo            |                                               | 2021          |
| 11   | 41         | Vỡ mộng robot                   |                                               | 2021          |
| 11   | 42         | Tý Rô-nan-đô                    |                                               | 2021          |
| 12   | 43         | Tý, Tèo thời COVID (phần 1)     |                                               | 2022          |
| 12   | 44         | Tý, Tèo thời COVID (phần 2)     |                                               | 2022          |
| 12   | 45         | Con nhà người ta                |                                               | 2022          |
| 12   | 46         | Ảo thuật                        |                                               | 2022          |
| 13   | 47         | Lại chuyện " Con nhà người ta " |                                               | 2023          |
| 13   | 48         | Bài tập Tiếng Việt              |                                               | 2023          |
| 13   | 49         | Ông già NÔ-EN                   |                                               | 2023          |
| 13   | 50         | Kì nghỉ xui xẻo                 |                                               | 2023          |
| 14   | 51         | Flex đến hơi thở cuối cùng      |                                               | 2024          |
| 14   | 52         | Em cún                          |                                               | 2024          |
| 14   | 53         | Máy toán học                    |                                               | 2024          |
| 14   | 54         | Mua hàng online                 |                                               | 2024          |